# 세종실록
《세종장헌대왕실록》(世宗莊憲大王實錄)은  세종의 즉위년(1418년) 8월부터 세종 32년(1450년) 2월에 승하하기 까지의 역사적 사실을 기록한 책으로, 조선왕조실록의 한 부분이다. 모두 163권 154책으로 구성되어 있으며, 편년체로 쓰여져 있다.

## 편찬 경위
세종이 승하한 2년 뒤인 문종 2년(1452년)부터 편찬하기 시작해, 2년 뒤인 단종 2년(1454년)에 완성되었다. 김종서, 정인지, 황보인이 총재관으로 편찬을 시작하였으나, 1453년에 계유정난으로 김종서와 황보인이 피살되면서 정인지가 나머지의 편찬을 총괄하였다.
세종의 재위 기간이 길고, 사료도 방대하여 많은 사람이 편찬에 참여하였다. 대표적인 인물로는 이계전, 최항, 박팽년, 하위지, 성삼문, 신숙주, 양성지, 유성원 등으로 총 편수관 4인과 기주관 23인, 기사관 25인 외에도 많은 사자관이 편찬에 참여하였다.
분량이 방대하여 처음에는 한벌만 마련하여 춘추관에 두었다가, 세조 12년(1466년)에 양성지의 건의로 이미 편찬된 《문종실록》과 함께 활자로 인쇄하기 시작하였으며, 성종 3년(1472년)에 3부의 인쇄를 마쳤다. 이후 충주와 전주, 성주의 세 사고에 보관하였으나 이후 임진왜란으로 전주 사고본을 제외한 두 사고본과 춘추관본이 소실되었다. 선조 말년인 1608년에 다시 인쇄하여 여러 사고에 봉안토록 하였다.

## 내용
《세종실록》은 다른 실록과는 달리 편년체의 기사 외에도 많은 ‘지’(志)를 함께 담고있다. 그 구성은 다음과 같다.
- 1권부터 127권까지는 편년체의 기사이다.
- 128권부터 135권까지는 《오례》(五禮)로 조선왕조의 국가의례를 집대성한 것이다.
- 136권부터 147권까지는 《악보》(樂譜)로 궁중 음악을 기록한 것이다. 정간보를 사용하였다.
- 148권부터 155권까지는 《지리지》(地理志)로 일찍이 세종 때 작성된 신찬팔도지리지를 토대로 한 것이다.
- 156권부터 163권까지는 《칠정산(七政算)―내·외편―》으로 역법을 다루었다.

## 같이 보기
- 세종
- 조선왕조실록
- 여민락